# Anteros bipunctus
Anteros bipunctus är en fjärilsart som beskrevs av Jose Francisco Zikán 1928. Anteros bipunctus ingår i släktet Anteros och familjen Riodinidae. Inga underarter finns listade i Catalogue of Life.